# جييرمو فاريلا
جييرمو فاريلا (بالإسبانية: Guillermo Varela): هو لاعب كرة قدم أوروغواني، من مواليد 24 مارس 1993 في مونتيفيديو في الأوروغواي. يلعب مع نادي فلامنغو البرازيلي في إعارة من دينامو موسكو. سبق أن لعب مع مانشستر يونايتد وبنيارول. يلعب مع منتخب الأورغواي منذ 2017.

## سيرة اللاعب
مانشستر يونايتد
ولد في مونتيفيديو، بدأ فاريلا مسيرته مع نادي مسقط رأسه بينيارول وقدم ول مباراة مع الفريق الأول لأول مرة يوم 5 يونيو 2011، في الهزيمة 1-0 ضد راسينغ كلوب دي مونتيفيديو في الجولة الأخيرة من الدوري في الأوروغواي.
في مايو عام 2013، ذهب فاريلا للتجربة لمدة أسبوعين مع مانشستر يونايتد بعد الأداء الرائع في بطولة أمريكا الجنوبية للشباب 2013.
في 7 يونيو، أعلن مانشستر يونايتد أنه توصل إلى اتفاق للتوقيع مع فاريلا من بينيارول بمبلغ لم يكشف عنه، يشاع أن يكون 2،8 مليون €.
وبالتالي، أصبح أول لاعب ينضم إلى مانشستر يونايتد تحت قيادة ديفيد مويس المدير الفني الجديد.
يوم 11 يونيو، وقع عقدا لمدة خمس سنوات.

## روابط خارجية
- جييرمو فاريلا على موقع الاتحاد الدولي (مؤرشف)  (الإنجليزية)
- جييرمو فاريلا على موقع الاتحاد الأوربي (الإنجليزية)
- جييرمو فاريلا على موقع إي إس بي إن إف سي (الإنجليزية)
- جييرمو فاريلا على موقع قاعدة بيانات كرة القدم.إي يو (الإنجليزية)
- جييرمو فاريلا على موقع ناشيونال فوتبول تيمز (الإنجليزية)
- جييرمو فاريلا على موقع Soccerbase.com (لاعب) (الإنجليزية)
- جييرمو فاريلا على موقع Soccerway.com (الإنجليزية)
- جييرمو فاريلا على موقع عالم كرة القدم.نت (الإنجليزية)
- جييرمو فاريلا على موقع AS.com (الإسبانية)